# Bartolomeo Avanzini
Bartolomeo Avanzini (ur. 1608, zm. 1658) – włoski architekt doby baroku, aktywny głównie w Modenie, Sassuolo i Reggio nell’Emilia.

## Dzieła
- Pałac książęcy w Modenie,
- Pałac książęcy w Sassuolo,
- Pałac biskupi w Reggio nell’Emilia,
- Palazzo Busetti w Reggio nell’Emilia,
- Chiesa dei Santi Carlo e Agata w Reggio nell’Emilia.